# Elias Kristoffersen Hagen
Elias Kristoffersen Hagen (ur. 20 stycznia 2000 w Oslo) – norweski piłkarz występujący na pozycji środkowego pomocnika w norweskim klubie FK Bodø/Glimt.

## Kariera klubowa

### Grorud IL
8 lutego 2018 przeszedł do drużyny Grorud IL. Zadebiutował 15 kwietnia 2018 w meczu 2. divisjon przeciwko Hønefoss BK (1:2), w którym zdobył swoją pierwszą bramkę. W sezonie 2019 jego zespół zajął pierwsze miejsce w tabeli i awansował do wyższej ligi. W OBOS-ligaen zadebiutował 3 lipca 2020 w meczu przeciwko Lillestrøm SK (0:1).

### FK Bodø/Glimt
31 sierpnia 2020 podpisał kontrakt z klubem FK Bodø/Glimt. Zadebiutował 13 września 2020 w meczu Eliteserien przeciwko Odds BK (6:1). W sezonie 2020 jego drużyna zajęła pierwsze miejsce w tabeli i zdobyła mistrzostwo Norwegii. 14 lipca 2021 zadebiutował w kwalifikacjach do Ligi Mistrzów UEFA w meczu przeciwko Legii Warszawa (2:0). Pierwszą bramkę zdobył 29 lipca 2021 w meczu kwalifikacji do Ligi Konferencji Europy UEFA przeciwko Valurowi (3:0).

## Kariera reprezentacyjna

### Norwegia U-19
W 2019 roku otrzymał powołanie do reprezentacji Norwegii U-19. Zadebiutował 27 lutego 2019 w meczu towarzyskim przeciwko reprezentacji Danii U-19 (1:2). W 2019 roku otrzymał powołanie na Mistrzostwa Europy U-19 2019, na których zadebiutował 18 lipca 2019 w meczu fazy grupowej przeciwko reprezentacji Czech U-19 (0:0).

## Statystyki
(aktualne na dzień 21 września 2021)
| Klub               | Sezon              | Liga               | Liga  | Liga   | Puchar kraju | Puchar kraju | Europa | Europa | Suma  | Suma   |
| Klub               | Sezon              | Liga               | Mecze | Bramki | Mecze        | Bramki       | Mecze  | Bramki | Mecze | Bramki |
| ------------------ | ------------------ | ------------------ | ----- | ------ | ------------ | ------------ | ------ | ------ | ----- | ------ |
| Grorud IL          | 2018               | 2. divisjon        | 24    | 6      | 2            | 0            | –      | –      | 26    | 6      |
| Grorud IL          | 2019               | 2. divisjon        | 21    | 2      | 2            | 1            | –      | –      | 23    | 3      |
| Grorud IL          | 2020               | OBOS-ligaen        | 12    | 0      | 0            | 0            | –      | –      | 12    | 0      |
| Grorud IL          | Ogólnie            | Ogólnie            | 57    | 8      | 4            | 1            | 0      | 0      | 61    | 9      |
| FK Bodø/Glimt      | 2020               | Eliteserien        | 8     | 0      | 0            | 0            | 0      | 0      | 8     | 0      |
| FK Bodø/Glimt      | 2021               | Eliteserien        | 10    | 0      | 1            | 1            | 5      | 1      | 16    | 2      |
| FK Bodø/Glimt      | Ogólnie            | Ogólnie            | 18    | 0      | 1            | 1            | 5      | 1      | 24    | 2      |
| Ogólnie w karierze | Ogólnie w karierze | Ogólnie w karierze | 75    | 8      | 5            | 2            | 5      | 1      | 85    | 11     |

## Sukcesy

### Grorud IL
- Mistrzostwo 2. divisjon (1×): 2019

### FK Bodø/Glimt
- Mistrzostwo Norwegii (1×): 2020